# Tempo
Témpo označuje hitrost izvajanja glasbenih del in se nanaša na trajanje osnovne ritmične enote v taktu. (Npr. pri 3/2 ali tri-polovinskem taktu je osnovna ritmična enota polovinka, pri 4/4 ali štiri-četrtinskem taktu je to četrtinka). 
Tempo kot enakomerno hitrost izvajanja lahko določamo z opisnimi oznakami (andante, allegro...), ali natančno, z metronomsko oznako, s katero definiramo, koliko danih ritmičnih enot moramo zaigrati v eni minuti.
Seveda se v klasični glasbeni literaturi pojavlja tudi neenakomerna hitrost izvajanja:
- tempo rubato (italijansko ukradeno), ki dovoljuje izvajalcu samovoljne spremembe tempa, predvsem pri izrazno pomembnih delih skladbe.
- colla parte, ki opozarja, da se mora korepetitor na klavirju ali orkester prilagoditi svobodni interpretaciji solista in se ne sme strogo držati tempa. Vrnitev v strogi tempo se označuje z izrazom a battuta.
- v aleatorični glasbi 20. stoletja so časovne razdalje med takti neenake in so označene s trajanjem v sekundah, pri čemer se izvajalci, ki večkrat improvizirajo, srečujejo v skupni igri le ob določenih signalih dirigenta ali vodje izvajalske skupine.

## Zgodovina
V srednjeveški enoglasni vokalni glasbi (Gregorijanski koral) so bila navodila za hitrost izvajanja zelo redka zaradi močne soodvisnosti glasbe z besedilom. Večinoma so se osnovne ritmične enote gibale s frekvenco 60-80-krat v minuti, kar odgovarja hitrosti bitja človeškega srca. Ti tempi so bili v uporabi tudi po nastanku menzuralne notacije, ki se je pojavila skupaj z večglasnimi skladbami in so že bile zapisane z notnimi vrednostmi. »Umetne« kompozicije, ki so jih skladatelji ustvarjali na podlagi ljudskih plesov, so bile samoumevno izvajane v pravem tempu. Vsakdo je vedel, da je npr. sarabanda počasna skladba in gigue hitra. 
V začetku 17. stoletja so se pojavile opisne oznake za tempo: adagio, andante, allegro; malo kasneje largo in presto, ki so se internacionalizirale. Do začetka 19. stoletja je bilo vpeljanih mnogo italijanskih izrazov, ki pa niso označevali samo tempa, ampak tudi karakter skladbe. Večina izmed teh karakternih oznak je služila kot pridevnik k oznaki tempa, npr. adagio cantabile, allegro assai, andante maestoso itd.
Leta 1816 je Beethovnov prijatelj in izumitelj Johann Nepomuk Mälzel patentiral metronom, napravo za zvočno signaliziranje poljubnega števila notnih vrednosti v časovnem intervalu ene minute. Od tega časa dalje so skladatelji poleg opisnih oznak uporabljali še oznake M.M. (nemško Mälzels Metronom), katerim so pripisali notno vrednost (osminka, četrtinka, četrtinka s piko, polovinka...) in želeno frekvenco le-te v eni minuti. Hkrati so skladatelji večjih evropskih držav prenehali z uporabo italijanščine pri opisnih oznakah tempa in začeli pisati v domačem jeziku. Tako lahko npr. v Beethovnovih partiturah še vidimo italijanske termine, pri Wagnerju in Schumannu pa ne več, saj je tempo označen s številčno vrednostjo in to je mednarodnemu tolmačenju zadostovalo. Oznake tempov in karakterja so večinoma prevedli v domači jezik v francosko, nemško in angleško govorečih državah, s čimer pa povzročajo preglavice tujim glasbenikom, ki teh jezikov ne poznajo. Ne glede na to, da oznaka M.M. točno določa tempo skladbe, so tudi drugi opisi za glasbenika pomembna informacija, zato italijanščina še naprej ostaja univerzalni opisni jezik glasbene literature.

## Glavne opisne oznake glasbenega tempa
- adagio - počasi (četrtinka-56)
- allegro - hitro, veselo (četrtinka-132)
- andante - zmerno počasi (četrtinka-66)
- largo - široko, zelo počasi (četrtinka-46)
- lento - počasi (četrtinka-50)
- moderato - zmerno, umirjeno (četrtinka-88)
- prestissimo - zelo hitro (četrtinka-208)
- presto - hitro (četrtinka-184)
- Allegretto- nekoliko hitro (četrtinka-108)

## Oznake za spremembe tempa
- accelerando - vedno hitreje
- ritardando - zavlačujoče, vse počasneje
- ritenuto - zelo zadržano
- stringendo - vse hitreje
- tenuto - zadržano

## Karakterne oznake za tempo
- agitato - razvneto
- amabile - ljubeznivo, prijetno
- animato - živahno, navdušeno
- appassionato - strastno
- calmato - umirjeno
- calmo - mirno
- con brio - ognjevito
- con fuoco - ognjevito
- con sentimento - z občutkom, s čustvom.
- furioso - divje, viharno
- giocoso - igrivo
- grazioso - ljubko
- impetuoso - burno, vihravo
- lamentoso - tožeče, žalostno
- leggiero - lahkotno
- maestoso - veličastno
- mosso - razgibano
- patetico - vzneseno
- sensibile - občutljivo
- serioso - resno
- sospirando - vzdihujoče
- sostenuto - vzdihujoče
- tardo - počasi
- tranquillo - mirno
- vivace - živahno
- vivacissimo - zelo živahno, izredno hitro